# Bhoj
Bhoj és una vila de l'Índia al districte de Belgaum de Karnataka, a la taluka de Chikodi, a més de 20 km al nord-oest de la vila de Chikodi i uns 30 km al sud-est de la ciutat de Kolhapur a 16° 32′ N, 74° 30′ E / 16.533°N,74.500°E. La població el 1901 era de 5450 habitants. Hi ha una donació en coure datada el 1208 de Kartavirya IV i Mallikarjun (1200-1218) reis conjunts de la dinastia dels Ratta de Saundatti i Belgaum (vers 850 a 1250).
Fou escenari d'una batalla el 1773, en què Konher Rao Trimbak Patvardhan de Kurandvad fou derrotat per Yesaji Sindhia, ministre del sobirà de Kolhapur, quan estava saquejant aquest regne.